# オルガン協奏曲 (バッハ)

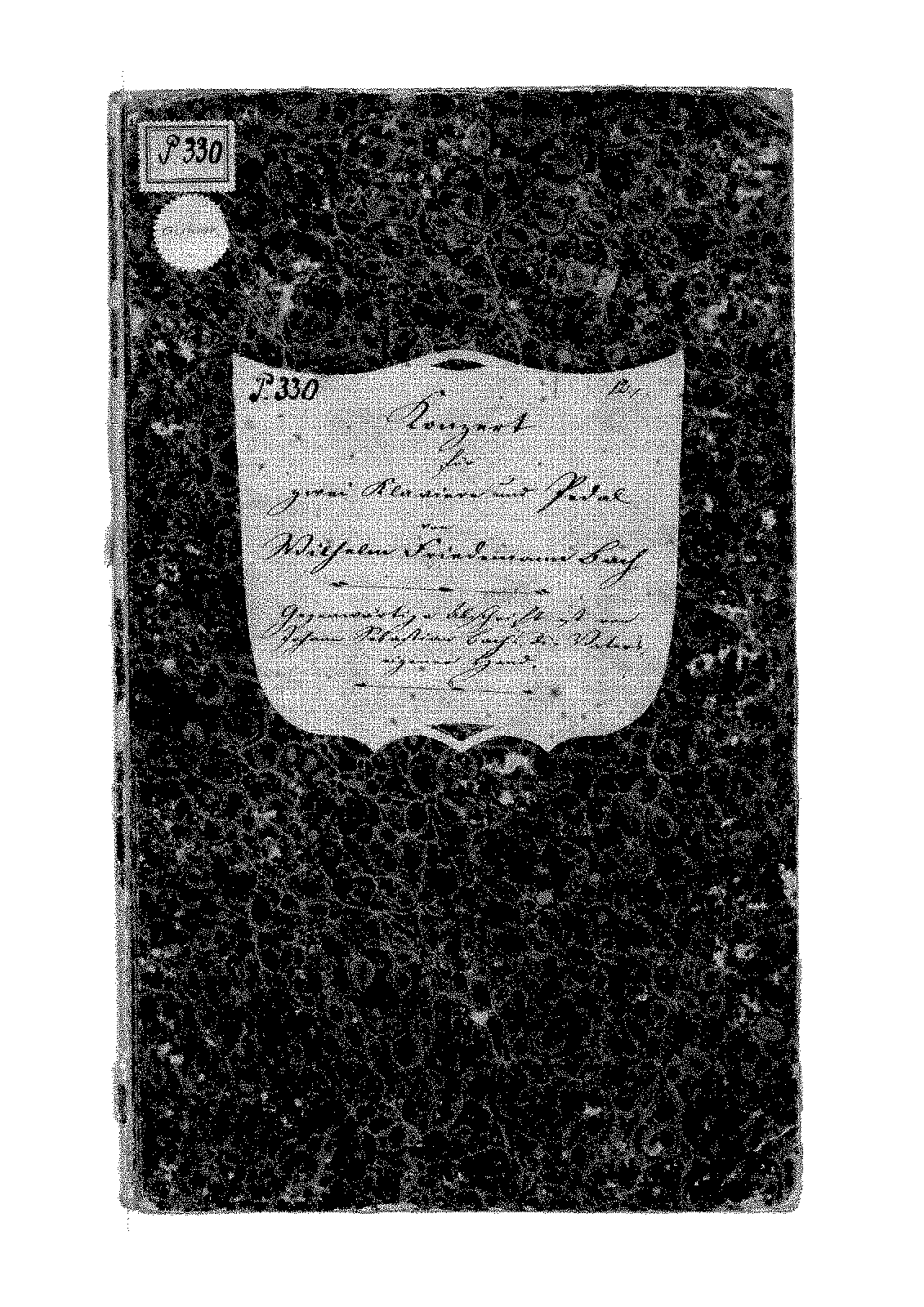
オルガン協奏曲 第５番 ハ長調 BWV 596のマニュスクリプト、ベルリン州立図書館所蔵

オルガン協奏曲は、ヨハン・ゼバスティアン・バッハが作曲したオルガンのための独奏曲。全6曲が存在する。オルガンとオーケストラのための協奏曲ではなく、本来他者が作曲した協奏曲をバッハがオルガン独奏曲として編曲したものである。

## 概要
1708年にバッハはヴァイマルの宮廷にオルガニストとして就職し、1714年にはその宮廷楽長に迎えられ、この地で長く活動を続けた。バッハは主に教会音楽の作曲や演奏を仕事としていたが、一方では宮廷も他のドイツの宮廷の多くがそうであったように、イタリア音楽を非常に愛好し、深く親しんだ。この頃のバッハは当時広くもてはやされていたイタリア音楽に大きな関心を示して熱心に研究し、その影響を採り入れながら自己の作風をはぐくんでいった。そしてバッハは、イタリアの協奏曲のしなやかで、優美な様式にすっかり魅了され、同時にヴァイオリンをはじめとするその旋律楽器のイディオムが、鍵盤楽器と意外に近親性を有している事実にも着目した。
バッハは、何曲もの器楽協奏曲を独奏オルガンのために編曲するというユニークな創意を抱いたが、6曲のオルガン協奏曲は、その成果として世に送り出された作品である。原曲は、第1番、第4番がザクセン＝ヴァイマル公子ヨハン・エルンストの、第2番、第3番、第5番がアントニオ・ヴィヴァルディの協奏曲である。
なお、ヨハン・エルンスト（1696年 - 1715年）という人物は、ザクセン＝ヴァイマル公国（en）の君主ヴィルヘルム・エルンスト公（en）の甥にあたり、18歳で死去したが、少年時代から非凡な楽才を発揮し、天才貴公子としてもてはやされた。ゲオルク・フィリップ・テレマンは最初の作品を出版した際に彼に献呈しているほどである。

## 第1番 ト長調 BWV 592
ヨハン・エルンストの協奏曲を編曲したもの。変化に富んだリズムや明るい旋律などを特色としており、快い魅力を湛えたヴィヴァルディ風の作品になっている。3楽章からなる。
- 第1楽章 （アレグロ）
- 第2楽章 グラーヴェ
- 第3楽章 プレスト

## 第2番 イ短調 BWV 593
ヴィヴァルディの「2つのヴァイオリンのための協奏曲 イ短調」作品3『調和の霊感』の8番を編曲したもの。原曲のヴァイオリンの特徴が熱した手法でオルガンに移されている。3楽章からなる。
- 第1楽章 （アレグロ）
- 第2楽章 アダージョ
- 第3楽章 アレグロ

## 第3番 ハ長調 BWV 594
ヴィヴァルディのヴァイオリン協奏曲「ムガール大帝」（RV 208、作品7『12の協奏曲』の11番[RV 208a]の異稿）を編曲したもの。3楽章からなる。
- 第1楽章 （アレグロ）
- 第2楽章 レチタティーヴォ（アダージョ）
- 第3楽章 アレグロ

## 第4番 ハ長調 BWV 595
ヨハン・エルンストの作品を編曲したもの。単一楽章で、ソロとトゥッティの交付が非常に華やかに行なわれている。
- （速度指定なし）

## 第5番 ニ短調 BWV 596
ヴィヴァルディの作品3の11を編曲したもの。以前はバッハの長男であるヴィルヘルム・フリーデマン・バッハの作品と考えられていたが、後にJ・S・バッハの作品と判明した。4楽章からなる。
- 第1楽章 （アレグロ―グラーヴェ）
- 第2楽章 フーガ
- 第3楽章 ラルゴ
- 第4楽章 フィナーレ（アレグロ）

## 第6番 変ホ長調 BWV 597
原曲が不明である他、偽作の疑いももたれている作品である。2楽章からなる。
- 第1楽章 （速度指定なし）
- 第2楽章 ジーグ